# Formiguer gris
El formiguer gris (Cercomacra cinerascens) és una espècie d'ocell de la família dels tamnofílids (Thamnophilidae).

## Hàbitat i distribució
Habita la selva pluvial, a les terres baixes fins als 1000 m, des de l'est de Colòmbia, sud de Veneçuela i Guaiana, cap al sud, a través de l'est de l'Equador fins al nod-est del Perú i Brasil. Est del Perú, nord de Bolívia i Brasil.